# Grenache Blanc
Grenache blanc is een wit druivenras dat van oorsprong uit Spanje komt, maar vervolgens ook veel werd aangeplant in Frankrijk. Veelal wordt ze gebruikt in assemblage wijnen. 

## Gebieden
- Frankrijk: Languedoc-Roussillon, Zuidelijke Rhône
- Spanje: Aragón, Catalunya

## Kenmerken
Deze druif geeft vaak krachtige wijnen met veel alcohol. De wijn is vaak lichtgeel tot groen van kleur. De smaak is veelal droog, zacht en fruitig en heeft vaak weinig zuren. In de geur kun je aroma's vinden van anijs, dille, venkel, bloemen, maar ook witte nectarine. De wijnen worden soms opgelegd op hout. 

## Synoniemen
- Garnacha blanca
- Lledoner

## Bron
- Anivin de France